# Бенги Алаэддин Али-бей II
Султанзаде Бенги Алаэддин Али-бей II (тур. II.  Bengi Alâeddin Ali Bey; род. между 1381 и 1386 — ум. после 1424) — правитель бейлика Караманидов (Караманогуллары). Сын Алаэддина-бея I и дочери Мурада I Нефисе. С 1403 года правил малой частью бейлика в Нигде. Всем бейликом Али-бей правил дважды, в первый раз во время пленения брата Мехмета в 1420—1421 годах и после смерти Мехмета в 1423—1424 годах. Али был слабым правителем, он не мог удержать земли бейлика в своих руках, поэтому племянник Ибрагим в 1424 году опять отправил его в Нигде.

## Биография
Али и его брат Мехмед родились в семье правителя бейлика Караманогуллары Алаэддина-бея I и его жены, дочери османского султана Мурада I и сестры Баязида I Нефисе-султан. Помолвка состоялась в 1378 году, а брак был заключён не позднее 1381 года. В 1386 году у Нефисе и Алаэддина были дети, поскольку, согласно ранним османским хроникам, в 1386 году Нефисе просила отца простить её мужа и «не оставлять её сыновей сиротами». Отец Али неоднократно вступал в конфликты сначала с Мурадом, а после его смерти с Баязидом, захватывая земли и города, которые османы считали своими. Благодаря посредничеству матери Али, каждый раз Алаэддину удавалось получить прощение. Однако в 1397/98 году, когда во время очередного противостояния Алаэддин укрылся в Конье, через 11 дней население выдало его Баязиду за гарантии сохранения города, и Алаэддин был казнён. Неизвестно, был ли он казнён по приказу шурина или же, как писал Иоганн Шильтбергер, свидетель, Алаэддина убил Темирташ-паша. Иоганн Шильтбергер, незадолго до этого попавший в плен под Никополем и находившийся в свите Баязида с 1397 по 1402 год, так описывал смерть Алаэддина-бея:
[Алаэддин] так разгневал султана, что он вскричал три раза:  не освободят ли меня от Карамана". Наконец кто-то [Сары Тимурташ-паша] явился, отвел Карамана и, умертвивши его, снова явился пред Баязитом, который его спросил, что он сделал с Караманом. Узнав жалкую его участь, он заплакал и приказал казнить убийцу на том самом месте, где он умертвил Карамана, в наказание за то, что он так спешил убиением столь знатной особы и не подождал, пока не прошел гнев своего государя. Затем велел положить голову Карамана на остриё копья и носить по всему краю, дабы другие города, увидя, что владетель их уже не был в живых, скорее сдавались.
Согласно описанию Шильтбергера, это произошло в 1397/98 году, однако Крамерс указывает 1391 год. Известный востоковед Юрий Петросян принял версию, что Алаэддин был казнён по приказу Баязида. После казни Алаэддина и сдачи Коньи Баязид направился к Ларинде, в которой находились сыновья Алаэддина и их мать — вдова Алаэддина и сестра Баязида. Сыновья Алаэддина, будучи уже подростками (им было не менее 11 лет), были оскорблены и рассержены казнью отца и видом его головы на пике. С юношеской горячностью они хотели защищать город и не хотели сдаваться. Жители города сочувствовали мальчикам и поддержали их. Однако после нескольких дней осады мать Али сказала жителям, что не видит возможности отстоять город и не хочет, чтобы люди пострадали из-за их семьи. Ввиду невозможности сопротивляться, вдова Алаэддина вышла из города к своему брату, ведя сыновей. Баязид «видя сестру с сыновьями, вышел из своей палатки им на встречу; они тогда бросились к его стопам, целовали ему ноги, прося пощады, и передали ему ключи замка и города. Король тогда велел стоявшим возле него сановникам поднять их, овладел городом и поставил туда начальником одного из своих приближённых. Сестру же с её сыновьями он отправил в столичный свой город Бруссу». Сначала земли Караманидов Баязид отдал своему сыну Мустафе. Неизвестно, как Мехмед и Али, сыновья Алаэддина, жили в Бурсе. Согласно стихотворной истории «Дустурнаме», написанной Энвери, они содержались отдельно от матери. Есть сведения, что Мехмет и Али, жили в Бурсе в почётном плену, однако вскоре Баязид отдал Мехмету завоёванные земли Караманидов. Ичель был отдан шейху Хасану, сыну Сулеймана-бея, скрывавшемуся в Эретне.
После поражения Баязида при Анкаре Эмир Тимур вернул Мехмеду-бею и Али-бею земли их отца, а также Кайсери, и Cиврихисар. Али-бей, брат Мехмеда-бея, стал эмиром Нигде как вассал Мехмед-бея. Тимур передал Бейпазари, Сиврихисар, Киршери и Кайсери Мехмед-бею в дополнение к отцовским землям. Но Мехмеда-бея это не удовлетворило. Он аннексировал земли Хамидидов, Тарсус, Афьонкарахисар и Кютахью. В некоторых источниках указано, что «сын Карамана» даже захватил Анталию. Караман оставался единственным из всех бейликов, независимым от османов — к 1415 году Мехмед I покорил все остальные. С Мехметом Караманидом ему пришлось заключить мир, однако же в следующем году Мехмед Караманид опять напал на земли османов. Он осадил Бурсу, мотивируя нападение местью за казнь отца. После 34 дней осады он захватил город и разорил его. Вскоре Мехмет был разбит Баязидом-пашой и попал в плен, но был отпущен. В 1419 году Мамлюки захватили Адану и Тарсус, разрушили Нигде, Конью, Эрегли и Ларинду, а править бейликом поставили брата Мехмета, Али-бея. В битве с войском Дулкадиридов Мустафа, сын Мехмета, погиб в битве, а сам Мехмед был пленён и доставлен в Каир.
В период, когда Мехмет находился в плену у мамлюков в 1420-21 году Али-бей переехал в Конью и попробовал стать правителем бейлика. Однако ему не удалось удержаться, его власть была слаба. Отпущенный на свободу после смерти султана Мехмет легко вернул себе власть и отправил брата обратно в Нигде. Но Мехмет-бей не угомонился, он продолжал активно воевать. Через два года Али бей получил известие о смерти своего брата, приехал в Конью из Нигде и провозгласил себя беем. Ибрагим и Иса, сыновья Мехмета-бея, отправились ко двору османского правителя Мурада II и попросили его о помощи. Несмотря на то, что Али-бей был женат на сестре Мурада, султан отнёсся к их просьбе благожелательно и женил каждого их тоже на своих сёстрах, дочерях Мехмеда I. Исе-бею Мурад дал санджак в Румелии, а Ибрагим-бей получил от Мурада войско, с которым отправился в Караман. Взамен Ибрагим-бей согласился вернуть османам Ыспарту и Эгридир, которые были переданы Караманогулларам Тимуром. После недолгого сопротивления, Али-бей сдался племяннику, Ибрагим отправил дядю обратно в Нигде, дав ему Акшехир как дирлик.

## Наследие
Во время правления в Нигде в 1409/10 году Али-бей построил Акмедресе. Название медресе получило от центрального портала, выполненного из белого мрамора (тур. ak — белый). В XX веке медресе служило местом хранения коллекций Стамбульского археологического музея во время войн, оно было первым зданием археологического музея Нигде.

### На русском языке
- Босворт К. Э. Мусульманские династии. Справочник по хронологии и генеалогии / Пер. с англ. П. А. Грязневича. Ответственный редактор И. П. Петрушевский. — М.: Наука, 1971. Архивировано 29 октября 2017 года.
- Лэн-Пуль С. Мусульманские династии. Хронол. и генеал. табл. с ист. введ. / Перевод: В. В. Бартольд. — М.: Вост. лит, 2004. — 310 с. — ISBN 5020184462, 9785020184466.
- Новичев А. Д. История Турции. I. Эпоха феодализма (XI—XVIII века) / Отв. редактор д-р истор. наук проф. И. П. Петрушевский. — Л.: Изд-во ЛГУ, 1963.
- Петросян Ю. А. Османская империя: могущество и гибель (Исторические очерки). — М.: Наука. Главная редакция восточной литературы, 1990. — 280 с. — ISBN 5-02-017026-7.
- Путешествие Ивана Шильтбергера по Европе, Азии и Африке, с 1394 года по 1427 год. — 1867. — Т. 1. — (Записки императорского Новороссийского университета). — ISBN 975–585–483–5.

### На других языках
- Alderson Anthony Dolphin. The Structure of the Ottoman Dynasty (англ.). — Oxford: Clarendon Press, 1956. — 186 p.
- Kramers J.H. Karaman-Oghullari (англ.) / In Houtsma, Martijn Theodoor. — Leiden: BRILL, 1927. — Vol. II. — С. 748—752. — (E.J. Brill's first encyclopaedia of Islam, 1913–1936).
- Sakaoglu N. Famous Ottoman Women (англ.). — Istanbul: Avea, 2007. — 320 p. — ISBN 9757104779. — ISBN 9789757104773.
- Sumer F. Karaman-Oghullari (англ.). — Leiden: BRILL, 1997. — Vol. IV. — С. 619—625. — (Encyclopaedia of Islam, New Edition).
- Sumer F. Karamanogullari (тур.) : Islamansiklopedisi. — 1995. — Num. 24. — P. 454—460.
- Akmedrese // NİĞDE 10 BİN YILLIK HATIRA / Ministry Of Culture And Tourism. — NİĞDE VALİLİĞİ, 2008. — С. 29—30.